# DGA Essais en vol
Pour les articles homonymes, voir CEV.
DGA Essais en vol (abréviation usuelle : DGA EV), anciennement « CEV » pour « Centre d'essais en vol », est une administration, rattachée à la direction générale de l'Armement, qui est principalement chargée de garantir le bon fonctionnement des armes aéronautiques et des aéronefs avant leur utilisation à des fins militaires ou civiles.

## Historique

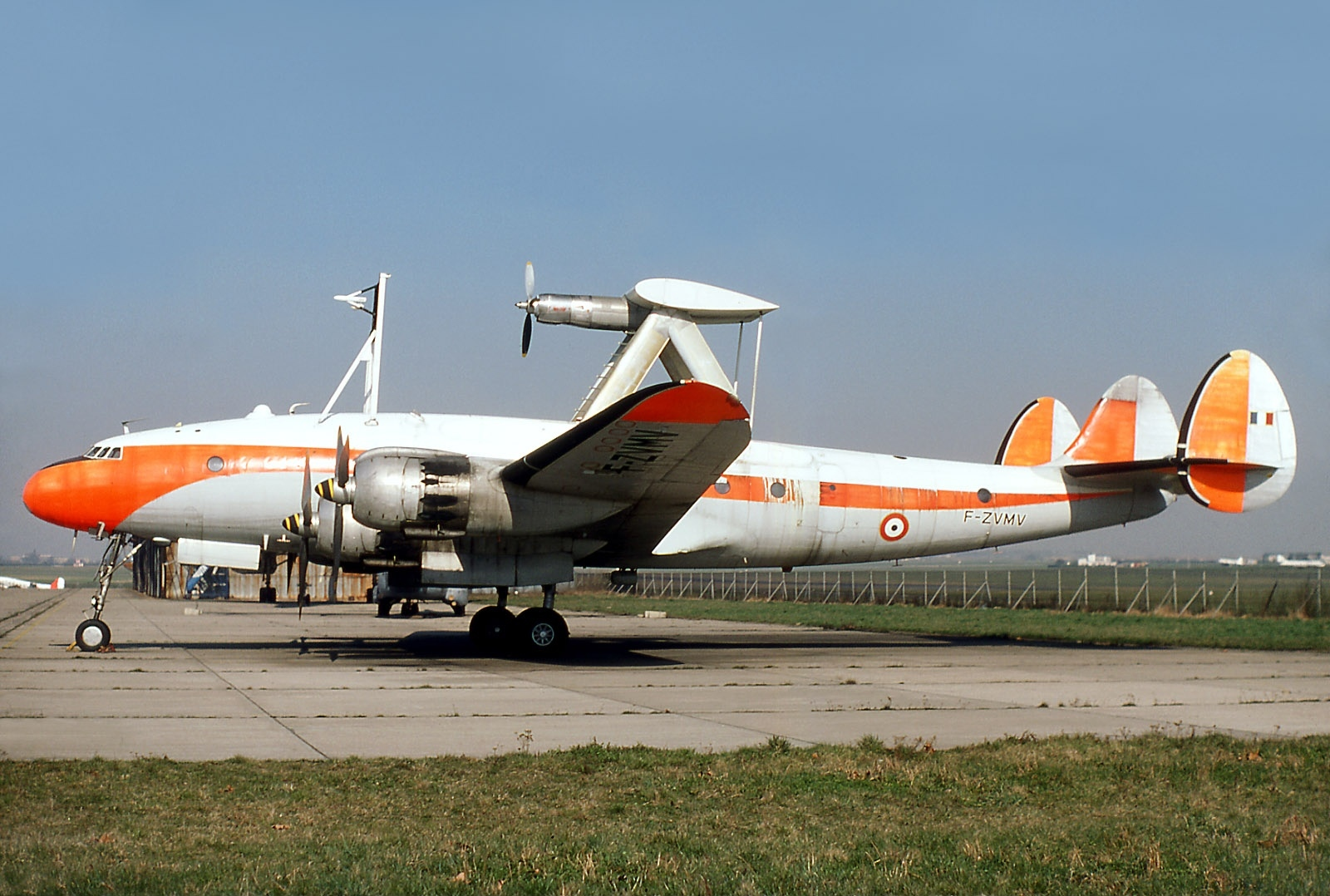
Un Lockheed L-749 Constellation utilisé pour des essais de moteurs en 1976.

Cette unité militaire a été créée en 1944, au lendemain de la Libération, en tant que Centre d’essais en vol.
Le Centre d’essais en vol a progressivement disposé des installations suivantes :
- le centre d'essais en vol de Brétigny-sur-Orge sur la base aérienne 217 Brétigny-sur-Orge, de 1944 au 31 décembre 2000 ;
- le centre d'Istres sur la base aérienne 125 Istres-Le Tubé ;
- la base d'essais de Cazaux sur la base aérienne 120 Cazaux ;
- le centre interarmées d'essais d'engins spéciaux près de Colomb-Béchar, de 1947 à 1967 ;
- le centre interarmées d'essais d'engins spéciaux d’Hammaguir de 1948 à 1967 ;
- l'annexe d'essais de réception Toulouse sur l'aéroport de Toulouse-Blagnac, centre fermé en 2009.
- l'annexe de Melun, sur l'aérodrome de Melun-Villaroche (sur la fin entraînement des pilotes du corps technique, centre fermé en 1998)

## Missions

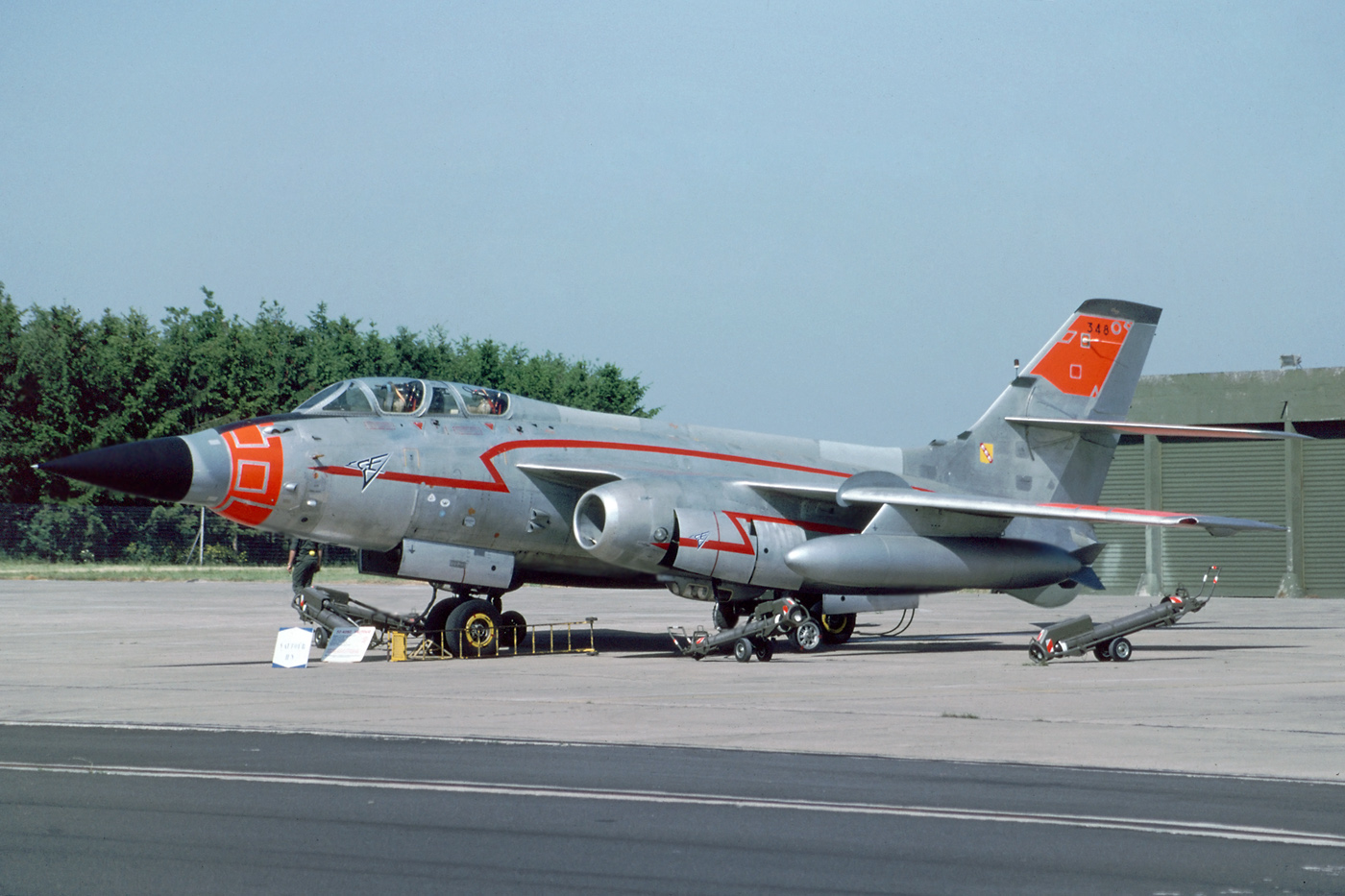
Le dernier Vautour IIN en service en 1991 avec un nez de Mirage 2000 pour des tests de radars.

DGA Essais en vol est rattachée à la direction technique de la direction générale de l'Armement, du Ministère français des Armées.
Elle est chargée de :
- « réceptionner » et « qualifier » les armes aéronautiques et les aéronefs destinés à l'Armée française ;
- participer aux travaux de certification des aéronefs civils ;
- assurer le contrôle aérien des aéronefs en essais ou en réception des clients ou industriels (Airbus, Dassault, etc.) ; ce trafic constitue la circulation essais réception (CER), deuxième composante de la Circulation aérienne militaire (CAM).

## Organisation
DGA Essais en vol est désormais[Quand ?] installée sur les deux sites de Cazaux et Istres.
Les services de la « circulation d'essais et réception » sont rendus à partir de sept « centres de contrôle d'essais et réception » (CCER) implantés sur divers sites du Ministère des Armées (Istres essai, Cazaux essai, Marsan essai) ou, du Ministère des Transports (Toulouse essai, Aix essai, Bordeaux essai, Brest essai). Les CCER d'Aix, de Bordeaux et de Brest, sont basés sur des centres régionaux de la navigation aérienne (CRNA).
La DGA Essais en vol assure elle-même la formation de ses personnels navigants d'essais, dans une structure désignée « EPNER » : École du personnel navigant d'essais et de réception implantée sur la base aérienne d'Istres.

## Flotte
En 2018, elle dispose de :
- Dassault-Breguet/Dornier Alpha Jet E ;
- Dassault Mirage 2000B[4] ;
- Trois Mirage 2000N (301, 356 et 369)[5] ;
- un Dassault Mirage 2000D (637) - retiré le 22 février 2022 -[6].
- Fokker 70/100 ABE NG (s/n 11290 / immatriculation F-ZAFT)[7], ancien appareil de Régional qui était stocké depuis mai 2010 à Dinard. Le 1er mars 2013, il rejoint Bordeaux pour être transformé par Sabena Technics selon les besoins du CEV. Il reprend l'air en décembre 2013, et en janvier 2014, reçoit un nez de Rafale équipé du radar RBE2. Nommé Appareil Banc d'Essai Nouvelle Génération (ABE-NG), il entre en service au premier semestre 2014[8].
- Un Falcon 20 ;
- Cinq Pilatus PC-7[9] (c/n 576 à 580 / immatriculation F-ZJAF à F-ZJAJ). Livrés à la Délégation Générale pour l'Armement au mois de mai 1991 au centre d'essais en vol. Deux sont utilisés par la DGA Essais en vol et deux par l'École du personnel navigant d'essais et de réception (EPNER)[10]. En 2015, 4 sont positionnés sur la base aérienne 120 Cazaux[11] et 1 est stocké (s/n 577). En 2018, 2 appareils sont basés à Istres (EPNER) et 1 à Cazaux (DGA EV)[12]. En 2015, la DGA lance un appel d'offres pour le maintien en condition opérationnelle de quatre PC-7[11]. En 2018, un nouvel appel d'offres est lancé pour trois appareils[12]. Il a été attribué en août 2019 à Pilatus Aircraft en Suisse[13]. ;
- 3 TBM 700A livrés en 1993, ils sont remplacés à partir de 2021 par 4 TBM 940[14] ;
- Gazelle ;
- Aérospatiale AS-550 Fennec ;
- Aérospatiale AS-365N Dauphin 2 ;
- Aérospatiale SA-330 Puma (3[15] après le retrait d'un exemplaire le 2 septembre 2021 après 52 ans de service[16])

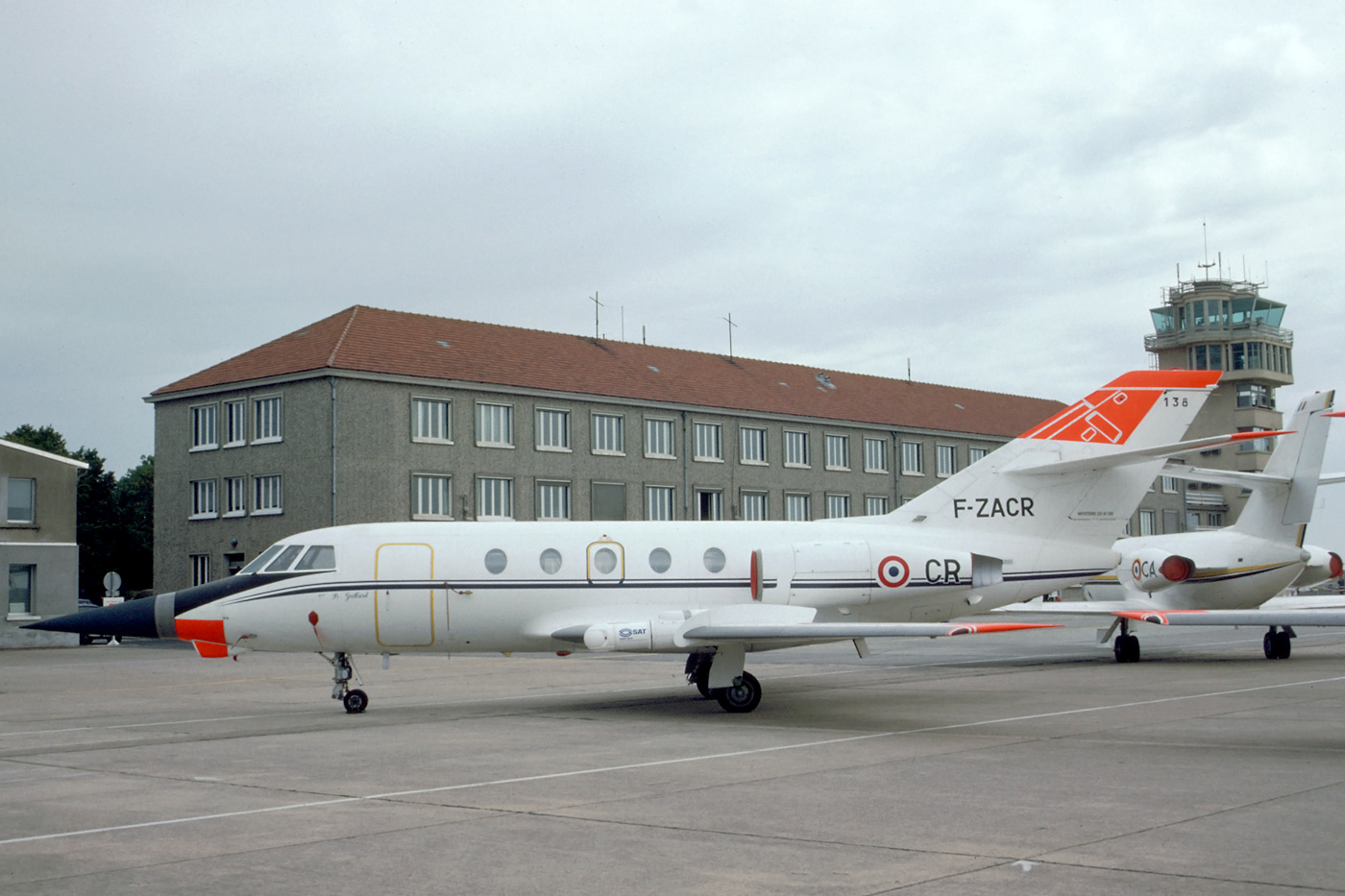
Falcon 20 (F-ZACR) au Centre d'essais en vol de Brétigny-sur-Orge en 1992
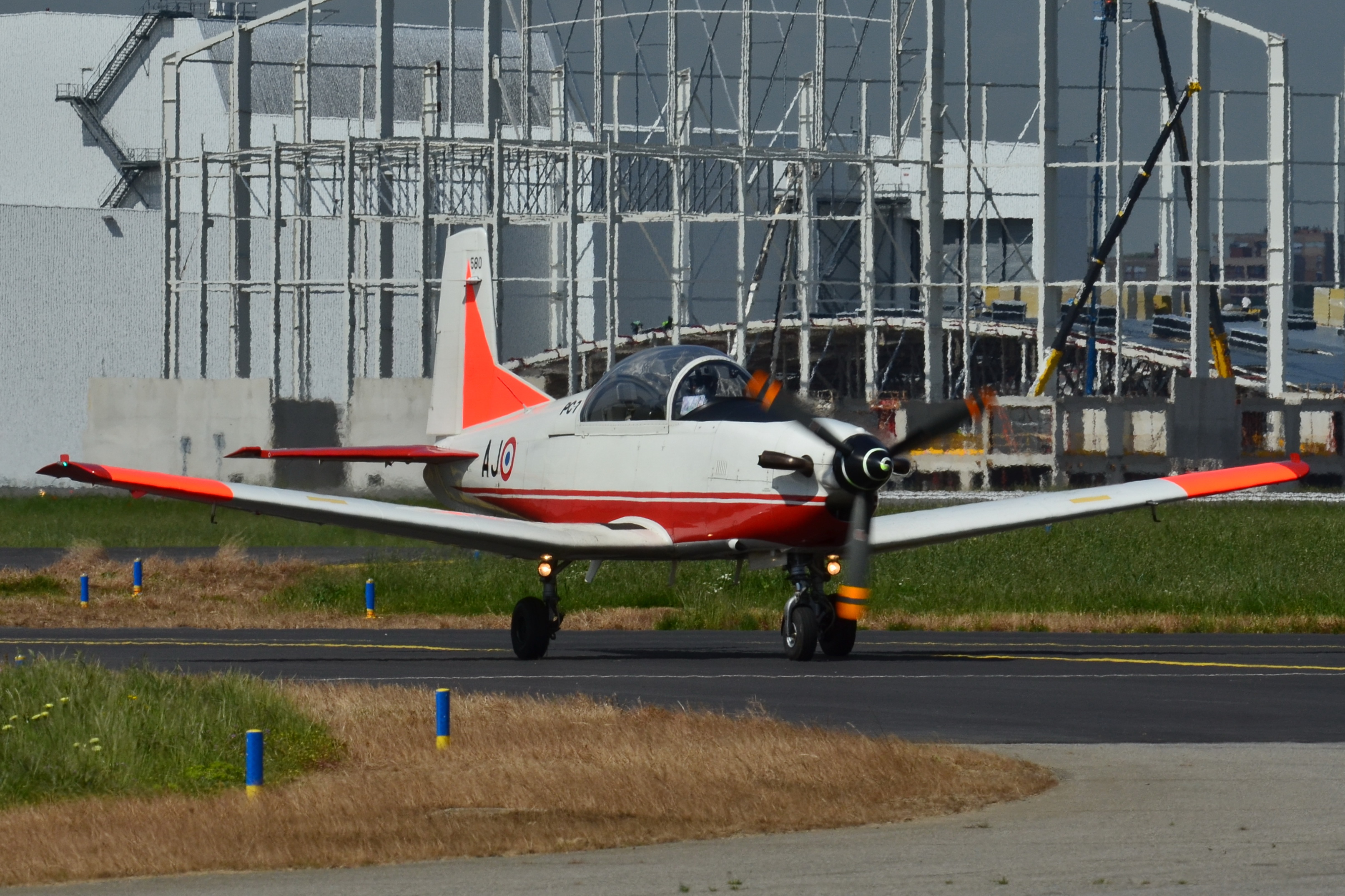
Pilatus PC-7 (F-ZJAJ) à l'aéroport de Toulouse-Blagnac en 2013
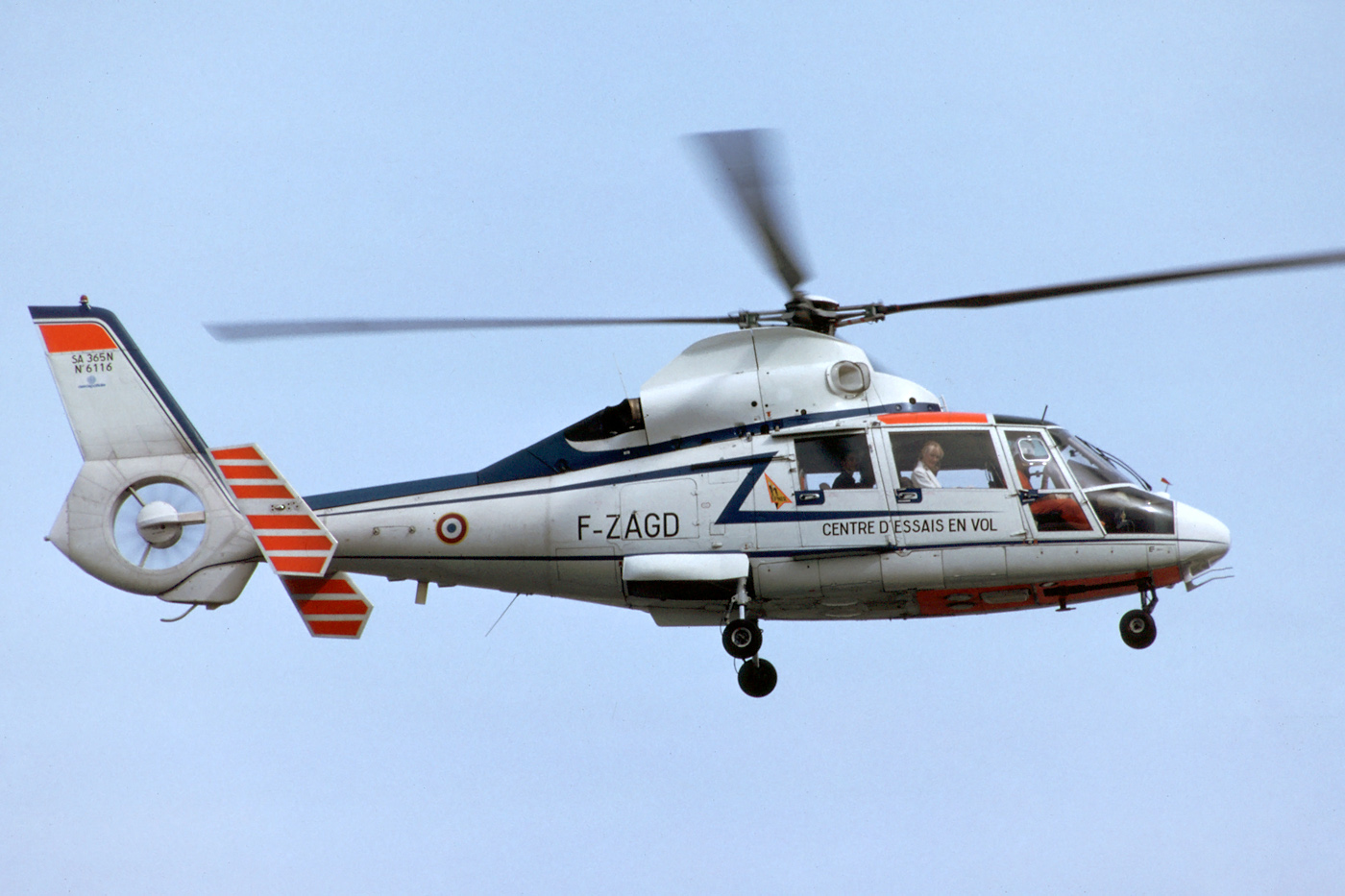
Aérospatiale AS-365N Dauphin 2 (F-ZAGD) à Brétigny-sur-Orge en 2015

## Culture populaire
- Dans l'épisode 2 de la saison 2 de la série télévisée Les Chevaliers du ciel, les protagonistes sont pilotes d'essai au CEV de Istres. Tanguy a pour mission de tester le prototype d'avion à décollage verticale Voltaire.
- Dans les épisodes 3 à 5 de la saison 3 de la série télévisée Les Chevaliers du ciel, Tanguy est de nouveau pilote d'essai au CEV de Istres où il a pour mission, cette fois-ci, de tester le prototype d'avion à géométrie variable Mirage G.
- Dans les albums Menace sur Mirage F1 et L'avion qui tuait ses pilotes de la série de bande dessinée Les Aventures de Tanguy et Laverdure, les héros sont pilotes d'essai au Centre d'Essais en Vol (CEV) où ils ont pour mission de tester le Mirage F1 avec quatre autres pilotes d'essai de nationalités étrangères.